# Andrij Bal'
Andrij Mychajlovyč Bal' (in ucraino Андрій Михайлович Баль?, in russo Андрей Михайлович Баль?, Andrej Michajlovič Bal'; Novyj Rozdil, 16 febbraio 1958 – Kiev, 9 agosto 2014) è stato un allenatore di calcio e calciatore ucraino, sovietico fino al 1991.
Ha giocato tra gli anni settanta e ottanta, partecipando al Campionato mondiale di calcio 1982 e al Campionato mondiale di calcio 1986.
È scomparso nel 2014 all'età di 56 anni, a seguito di un infarto occorsogli durante una partita fra vecchie glorie.

## Palmarès

### Giocatore

#### Club
- Campionato sovietico: 4

Dinamo Kiev: 1981, 1985, 1986, 1990
- Coppa dell'URSS: 4

Dinamo Kiev: 1982, 1985, 1987, 1990
- Coppa di Lega israeliana: 1

Bnei Yehuda: 1991-1992
- Coppa delle Coppe: 1

Dinamo Kiev: 1985-1986

#### Nazionale
- Campionato d'Europa Under-18: 1

1976
- Campionato mondiale Under-20: 1

Tunisia 1977
- Campionato d'Europa Under-21: 1

1980